# 12. etape af Tour de France 2025
12. etape af Tour de France 2025 er en 180,6 km lang bjergetape med en samlet stigning på 3.876 m. Den bliver kørt 17. juli 2025 med start i Auch og mål på toppen af Hautacam. Så begynder de rigtig hårde bjergetaper i årets Tour de France, når rytterne rammer Pyrenæerne. Dette er den første etape ud af seks, hvor der er målstreg på toppen af et bjerg på de næste otte etaper. Her skal feltet op ad Col du Soulor (11,8 km, 7,7%), Col des Bordères (3,2 km, 8,1%), inden målstregen findes på toppen af legendariske Hautacam (13,6 km, 7,8%). Seks gange tidligere har en etape i Tour de France haft målstreg på bjerget, hvor sejren til Jonas Vingegaard på 18. etape af Tour de France 2022 var seneste gang.
Til konkurrencen om den prikkede bjergtrøje er der point på én stigning udenfor kategori, én kategori 1 og én kategori 2 stigninger. Der er én indlagt spurt til kampen om den mørkegrønne pointtrøje.

## Resultater

### Etaperesultat
| \| Etaperesultat \| Etaperesultat \| Etaperesultat \| Etaperesultat \| Etaperesultat \| \| Rytter \| Rytter \| Hold \| Tid \| \| \| ------------- \| ------------- \| ------------- \| ------------- \| ------------- \| |        |      |     |
| |        |      |     |
| Kilder: ProCyclingStats Cycling Quotient |        |      |     |
| Etaperesultat |        |      |     |
| Rytter | Rytter | Hold | Tid |

### Klassement efter etapen
| \| Samlede stilling \| Samlede stilling \| Samlede stilling \| Samlede stilling \| Samlede stilling \| \| Rytter \| Rytter \| Hold \| Tid \| \| \| ---------------- \| ---------------- \| ---------------- \| ---------------- \| ---------------- \| |        |      |     |
| |        |      |     |
| Kilder: ProCyclingStats Cycling Quotient |        |      |     |
| Samlede stilling |        |      |     |
| Rytter | Rytter | Hold | Tid |

#### Pointkonkurrencen
| Pointkonkurrence | Pointkonkurrence | Pointkonkurrence | Pointkonkurrence | Pointkonkurrence |
| Rytter           | Rytter           | Hold             | Point            |                  |
| ---------------- | ---------------- | ---------------- | ---------------- | ---------------- |

#### Bjergkonkurrencen
| Bjergkonkurrence | Bjergkonkurrence | Bjergkonkurrence | Bjergkonkurrence | Bjergkonkurrence |
| Rytter           | Rytter           | Hold             | Point            |                  |
| ---------------- | ---------------- | ---------------- | ---------------- | ---------------- |

#### Ungdomskonkurrencen
| Ungdomskonkurrence | Ungdomskonkurrence | Ungdomskonkurrence | Ungdomskonkurrence | Ungdomskonkurrence |
| Rytter             | Rytter             | Hold               | Tid                |                    |
| ------------------ | ------------------ | ------------------ | ------------------ | ------------------ |

#### Holdkonkurrencen
| Holdkonkurrence | Holdkonkurrence | Holdkonkurrence | Holdkonkurrence |
| Hold            | Hold            | Tid             |                 |
| --------------- | --------------- | --------------- | --------------- |

## Udgåede ryttere
- Cees Bol (XDS Astana Team) – stillede ikke til start på grund af sygdom.[2]